# Fred Scrine

a Compétitions nationales et continentales officielles uniquement.

b Matchs officiels uniquement.
Frederick George 'Fred' Scrine, né le 25 mars 1877 à Swansea au pays de Galles et décédé le 8 juin 1962 à Swansea, est un joueur de rugby gallois, évoluant au poste de troisième ligne aile pour le pays de Galles.

## Carrière
Il a disputé son premier test match le 7 janvier 1899, contre l'équipe d'Angleterre, et son dernier test match a lieu contre les Irlandais le 16 mars 1901.
Fred Scrine a joué avec le club de Swansea RFC contre les Originals, équipe représentant la Nouvelle-Zélande en tournée en Grande-Bretagne en 1905, en France et en Amérique du Nord en 1906.

## Palmarès

### Avec l'équipe nationale
- 3 sélections pour le pays de Galles entre 1899 et 1901.
- Sélections par année : 1 en 1899, 2 en 1901
- Participation à deux tournois britanniques en 1899, 1901

Sélections par adversaire :
- Angleterre 1899
- Écosse 1899
- Irlande 1901